# الکساندریا (ویرجینیا)
الکساندریا (به انگلیسی: Alexandria) شهری در ایالت ویرجینیا کشور ایالات متحده آمریکا است که جمعیت آن در سرشماری سال ۲۰۱۰ میلادی، ۱۳۹٬۹۶۶ نفر بوده‌است.